# Florian Gruber (Kitesurfer)

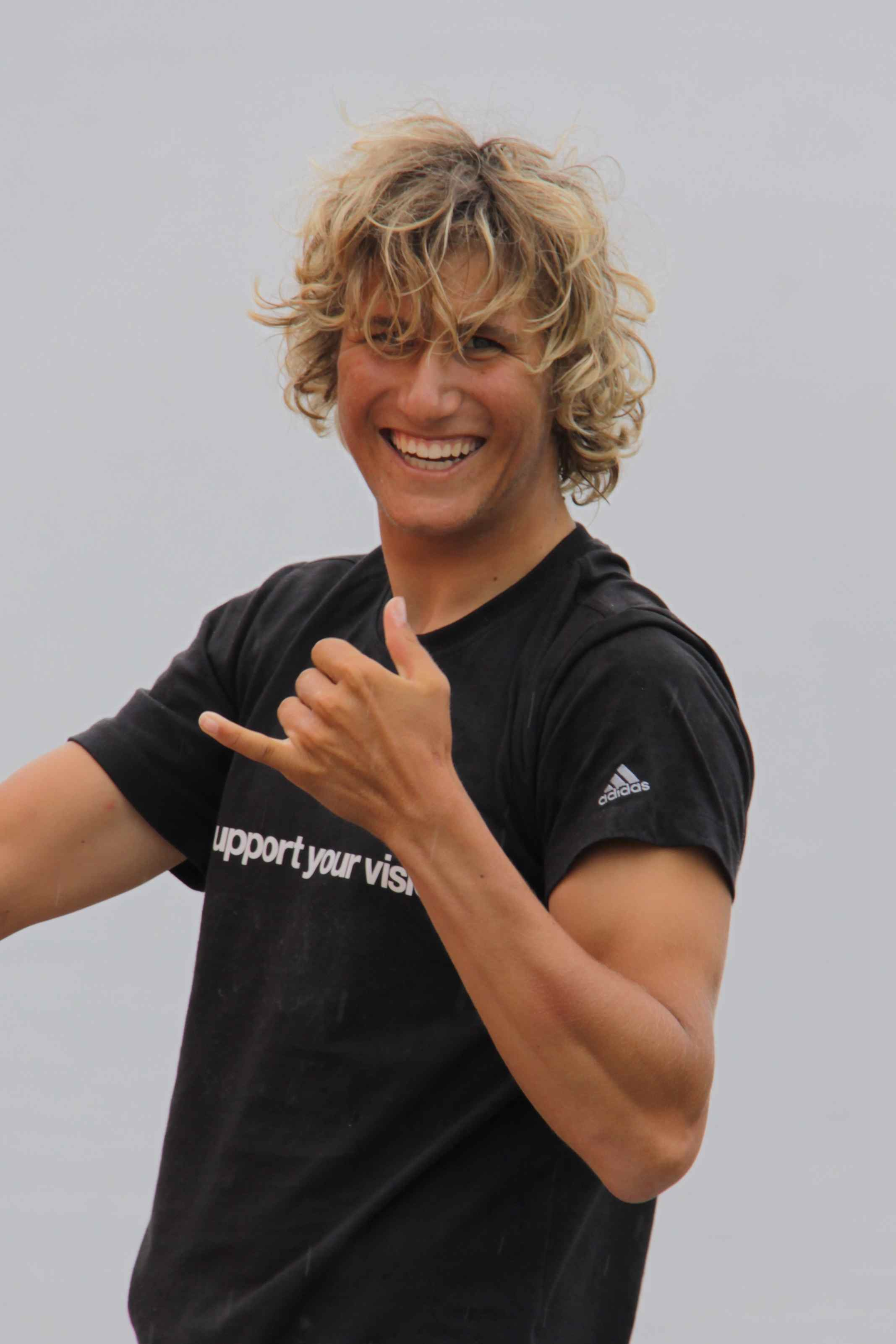
Florian Gruber (2012)

Florian Gruber (* 26. Dezember 1993 in Garmisch-Partenkirchen) ist ein deutscher Kitesurf-Weltmeister.

## Leben
Florian Gruber lebt in Garmisch-Partenkirchen und besuchte die Fachoberschule in Weilheim. Dort legte er das Fachabitur ab. Danach entschloss er sich, sich für die nächste Zeit ganz auf das Kitesurfen zu konzentrieren. Seit dem Wintersemester 2014/15 hat er einen Studienplatz an der Hochschule für angewandte Wissenschaften Ansbach und belegt den Bachelorstudiengang Business International Management (BIM) für Spitzensportler.
Gruber betreibt das Kitesurfen in der Disziplin Course Racing, bei der wie beim Regatta-Rennen im Segelsport ein ausgelegter Tonnen-Kurs umrundet wird und der jeweils Schnellste der Sieger ist. Er ist Mitglied beim Altmühltal-Segelclub in Muhr am See im Fränkischen Seenland und betreibt mit seinem Vater und Trainer Erwin Gruber eine Surfschule in Absberg am Kleinen Brombachsee.
Gruber tritt zudem in den Disziplinen Freestyle und Slalom an, fährt Kitefoil-Rennen mit und ist im Winter bei Snow-Kite-Veranstaltungen aktiv. Als Ausgleichssport betreibt er Skifahren und ist in der Eishockey-Mannschaft des EV Mittenwald aktiv.

## Erfolge
- 2008
  - 1. Platz Deutsche Jugendmeisterschaft

- 2009
  - 1. Platz Deutsche Jugendmeisterschaft
  - Kitesurfer des Jahres 2009[2]

- 2010
  - 3. Platz Deutsche Snowkite-Meisterschaft
  - Kitesurfer des Jahres 2010[3]

- 2011
  - 1. Platz Deutsche Juniorenmeisterschaft Race
  - Kitesurfer des Jahres 2011[4]

- 2012
  - 1. Platz Deutsche Meisterschaft Race[5]
  - 3. Platz Europameisterschaft
  - 7. Platz Weltmeisterschaft

- 2013
  - 2. Platz African Championships 2013 Soma Bay
  - 1. Platz Deutsche Meisterschaft Race
  - 2. Platz MINI Kitesurf Tour Europe 2013
  - 1. Platz Weltmeisterschaft Race[6]
  - 1. Platz Kite Oceanic Championships[7]

- 2014
  - 2. Platz beim Ragnarok, einem Snowkite-Rennen in der norwegischen Hardangervidda nach dem Mythos Ragnarök
  - 2. Platz der African Formula Kite Championships in Soma Bay 2014[8]
  - 1. Platz Deutsche Meisterschaft Race
  - 5. Platz Weltmeisterschaft Race in Burc Beach, Istanbul[9]
  - 3. Platz der 2014 Formula Kite Asian Championships in Katar[10]

- 2015

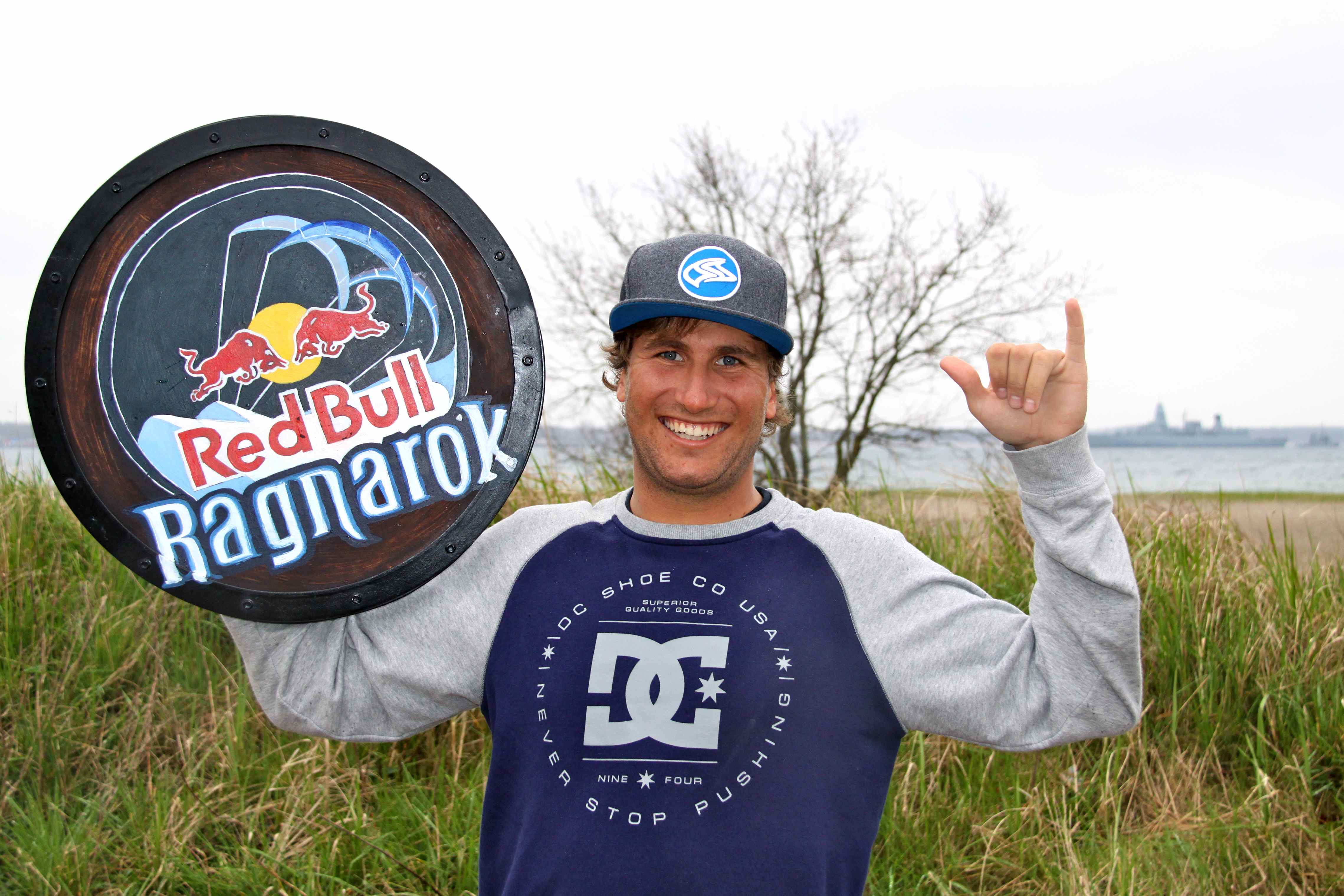
Florian Gruber nach seinen Siegen in Norwegen (2016)

  - 1. Platz bei den Europameisterschaften im Snow-Kiten in den Disziplinen Free-Style und Race sowie Deutscher Meister in beiden Disziplinen am Reschensee[11]
  - 1. Platz bei den britischen Kitesurfmeisterschaften in Exmouth in der Disziplin Race
  - 1. Platz bei der offenen kroatischen Landesmeisterschaft in Split
  - 2. Platz bei der Europameisterschaft in der Disziplin Race in Bozcaada (Türkei)[12]
  - 3. Platz bei der Europameisterschaft in der Disziplin Race-Foil in Bozcaada (Türkei)
  - 1. Platz Slalom Herren beim Kitesurf World Cup 2015 in St. Peter-Ording[13]
  - Gewinner des Slalom World Cup[14]

- 2016
  - 1. Platz bei den Europameisterschaften im Snow-Kiten in den Disziplinen Race und Race-Long-Distanz sowie Deutscher Meister in beiden Disziplinen am Reschensee[15]
  - 10. Platz bei der Swiss Snowkitetour 2015/2016[16]
  - 1. Platz beim Ragnarok, einem Snowkite-Rennen in der norwegischen Hardangervidda nach dem Mythos Ragnarök[17]
  - 1. Platz beim Varanger Arctic Kite Enduro (VAKE), einem Snowkite-Rennen auf der norwegischen Halbinsel Varanger mit Jonas Lengwiler aus der Schweiz[18]
  - 6. Platz bei der IKA KiteFoil World Championship nach dem Abschlussrennen in Katar[19]
  - 4. Platz bei der 2016 Hydrofoil Pro Tour nach dem Abschlussrennen in Rockingham[20]

- 2017
  - 1. Platz bei den Europameisterschaften im Snow-Kiten in den Disziplinen Race sowie Deutscher Meister in dieser Disziplin am Reschensee[21]
  - 1. Platz beim Varanger Arctic Kite Enduro (VAKE), einem Snowkite-Rennen auf der norwegischen Halbinsel Varanger mit Jonas Lengwiler aus der Schweiz, verbunden mit der Weltmeisterschaft im Long Distance Race Snowkiten[22]
  - 3. Platz bei den Twin-Tip Racing European Championships in Gizzeria[23]
  - Neuer Rekordhalter beim Race around the Island in 1:43 Stunden für die 75 km lange Strecke um Fehmarn sowie 5. Rang beim gleichzeitig durchgeführten Foil-Weltcuprennen[24]

- 2018
  - 1. Platz bei den Deutschen Meisterschaften im Race mit Siegen in den vier Einzelevents auf Sylt, auf Usedom, vor Heiligenhafen und vor St. Peter-Ording[25] sowie 1. Platz in der Disziplin Slalom[26]

- 2019
  - 1. Platz beim AMAROK IKA Snowkite Worldcup Resia 2019 am Reschensee in den Disziplinen Long Distance und Course Racing[27]
  - 1. Platz beim Multivan Summer Opening Sylt, dem ersten Lauf zur Deutschen Meisterschaft 2019, in den Disziplinen Racing und Slalom[28][29]
  - 1. Platz beim Multivan Kitesurf Masters auf Usedom, dem zweiten Lauf zur Deutschen Meisterschaft 2019, in den Disziplinen Racing und Slalom[30][31]
  - 1. Platz beim Multivan Kitesurf Masters vor Heiligenhafen, dem dritten Lauf zur Deutschen Meisterschaft 2019, in der Disziplin Racing[32]